# Nannophrys
Nannophrys là một chi động vật lưỡng cư trong họ Dicroglossidae, thuộc bộ Anura. Chi này có 4 loài và 100% bị đe dọa hoặc tuyệt chủng.